# Umschrift der arabischen Schrift
Die Umschrift der arabischen Schrift dient der Überführung arabischer Schriftzeichen in andere Schriftsysteme, insbesondere in das lateinische (englisch romanization).

## Allgemeines

### Zwecke
Die Zwecke der Umschrift können etwa im philologischen, bibliothekarischen, administrativen, allgemeinpublizistischen oder kommerziellen Bereich liegen.
Während im philologischen Bereich je nach Kontext verschiedene Umschriftvarianten erwünscht sein können (z. B. Kontext- oder Pausalform), besteht im Rahmen bibliothekarischer oder dokumentarischer Retrievalsysteme ein erhöhtes Bedürfnis nach Einheitlichkeit. Im Personenstands-, Melde-, Ausweis- oder Passwesen, wo es um Personennamen geht, sind bereits vorhandene Urkunden des Heimatstaates maßgeblich, aber auch der Eigengebrauch und das Persönlichkeitsrecht des Betroffenen zu beachten. Im allgemeinen publizistischen Bereich (Presse, Enzyklopädie), wo es neben Personen auch um die Namen von Ländern und Organisationen geht, spielt die traditionelle Gebräuchlichkeit eine große Rolle; meist wird einer in der Zielsprache etablierten Bezeichnung gegenüber der Umschrift der Vorzug gegeben.

### Varianten
Für die arabische Schrift, die zumeist Konsonantenschrift ist (Ausnahme: Turksprachen in China), bestehen folgende Umschriftvarianten:
Nach dem Ausgangspunkt der Umschrift lassen sich unterscheiden
- die Umschrift allein aufgrund vorliegender Schreibung. Eine solche Umschrift ist reversibel. Beispiele: ISO 233 (Abschnitt 2.1 a/b); ICAO Doc 9303-3 (im maschinenlesbaren Bereich eines Reisedokuments).
- die vokalisierte Umschrift aufgrund standardisierter Lautung bzw. ergänzter Schreibung (häufigste Variante). Hierzu kann für die arabische Sprache beispielsweise das Wörterbuch von Hans Wehr[4] herangezogen werden.

Für die Wiedergabe der Flexion (des I'rāb) im Arabischen bestehen dabei folgende Möglichkeiten:
- vollständige Wiedergabe (z. B. DMG bei poetischen Texten und dem Koran oder ISO/R 233 mit I'rāb)
- vollständige Weglassung = Ersetzung durch Pausalform (z. B. DMG bei gewöhnlicher Prosa und Werktiteln)
- teilweise Wiedergabe, Pausalform insbesondere bei Nomen (z. B. ISO/R 233 ohne I'rāb, PI, DIN, ALA-LC, ISO 233-2).

- die indirekte Umschrift mittels oder aufgrund einer anderen gebräuchlichen Schrift. Beispiele aus DIN 31635: Umschrift des Osmanisch-Türkischen durch modernes Türkisch oder der Turksprachen der ehemaligen Sowjetunion aufgrund der kyrillischen Schreibung.[5]

Nach dem verwendeten Zielzeichensatz lassen sich (wie auch bei anderen Schriften) unterscheiden
- die Umschrift mit eigenständigem Zeichenvorrat (frei gewählt bzw. durch Tradition bestimmt). In Kombination mit der vorliegenden Schreibung als alleiniger Ausgangsbasis ermöglicht sie eine echte Transliteration, bei der jedes Zeichen der Ausgangsschrift durch genau ein Zeichen der Zeitschrift wiedergegeben wird.
- die Umschrift mit angepasstem Zeichenvorrat (an eine bestimmte Zielsprache[6] oder technische Gegebenheiten).

Praktisch ergeben sich daraus drei Haupttypen:
- echte Transliteration (z. B. ISO 233, 2.1 a/b)
- vokalisierte Umschrift mit eigenständigem Zeichenvorrat (z. B. DIN 31635)
- vokalisierte Umschrift mit zielsprachenspezifischem Zeichenvorrat (z. B. Duden-Umschrift).

### Liste von Umschriftsystemen
- PI – Preußische Instruktionen
 1899/1908 (5 Sprachen)
- DMG – Deutsche Morgenländische Gesellschaft (Denkschrift)

1935, Neudruck 1969 (5 Sprachen, darunter Arabisch in 4 Varianten für Poesie, den Koran, Reimprosa und gewöhnliche Prosa)
- ISO/R 233 – International Organization for Standardization (Recommendation)
 1961 (Arabisch in 2 Varianten)
- DIN 31635 – Deutsches Institut für Normung (Deutsche Norm)

1982; 2011 (6 Sprachen)
- ISO 233 – International Organization for Standardization (International Standard)
 1984 Teil 1 (Arabisch), 1993 Teil 2 (Arabisch vereinfacht), 1999/2023 Teil 3 (Persisch)
- ALA-LC – American Library Association/Library of Congress
 1991, 1997 ff. (14 Sprachen)
- UNGEGN – United Nations Group of Experts on Geographical Names
- BGN/PCGN – United States Board on Geographic Names/Permanent Committee on Geographical Names for British Official Use
- Duden-Umschrift
- Wikipedia-Namenskonventionen/Arabisch

#### Sprachen
| Sprachen                               | PI; DMG | DIN | ALA-LC | ISO | UNGEGN | BGN/PCGN | EI; EIr; İA | Duden; Wikipedia |
| -------------------------------------- | ------- | --- | ------ | --- | ------ | -------- | ----------- | ---------------- |
| * Arabisch                             | +       | +   | +      | +   | +      | +        | +           | +                |
| Iranisch:                              |         |     |        |     |        |          |             |                  |
| * Persisch                             | +       | +   | +      | +   | +      | +        | +           | +                |
| * Belutschisch                         |         |     |        |     |        | +        |             |                  |
| * Kurdisch                             |         | +   | +      |     |        | +        |             |                  |
| * Paschtunisch                         |         | +   | +      |     |        | +        |             |                  |
| Indoarisch:                            |         |     |        |     |        |          |             |                  |
| * Urdu                                 | +       | +   | +      |     | +      | +        |             |                  |
| * Kashmiri                             |         |     | +      |     |        |          |             |                  |
| * Sindhi                               |         |     | +      |     |        |          |             |                  |
| Turksprachen:                          |         |     |        |     |        |          |             |                  |
| * Osmanisch                            | +       | (+) | +      |     |        |          | +           | +                |
| * Aserbaidschanisch                    | (+)     | (+) | +      |     |        |          |             |                  |
| * Kasachisch                           |         | (+) | +      |     |        |          |             |                  |
| * Uigurisch                            |         | (+) | +      |     | +      |          |             |                  |
| * Usbekisch                            |         | (+) | +      |     |        |          |             |                  |
| Malayo-polynesisch:                    |         |     |        |     |        |          |             |                  |
| * Malaiisch (Jawi) * Javanisch (Pegon) | +       |     | +      |     |        |          |             |                  |
| Dravidisch:                            |         |     |        |     |        |          |             |                  |
| * Moplah Malayalam                     |         |     | +      |     |        |          |             |                  |

## Arabische Sprache
Das Alphabet der arabischen Sprache besteht aus 28 Buchstaben, die Konsonanten abbilden (Konsonantenschrift); dazu kommen weitere, diakritische Schriftzeichen (Taschkīl).

### Konsonanten
| Arabisches Zeichen | PI (1908) | DMG (1935) | ISO/R 233 (1961) | DIN 31635 (2011) | ALA-LC (2012) | ISO 233 (1984/93) | Duden (1964) | Wikipedia (2004 ff.) | Zahl- wert |
| ------------------ | --------- | ---------- | ---------------- | ---------------- | ------------- | ----------------- | ------------ | -------------------- | ---------- |
| ا (اـ ـاـ ـا)      | – 1       | – 1        | – 1              | – 1              | – 1           | –/ʾ               | – 1          | – 1                  | 1          |
| ب (بـ ـبـ ـب)      | b         | b          | b                | b                | b             | b                 | b            | b                    | 2          |
| ت                  | t         | t          | t                | t                | t             | t                 | t            | t                    | 400        |
| ث                  | ṯ         | ṯ          | ṯ                | ṯ                | th            | ṯ                 | th           | th                   | 500        |
| ج (جـ ـجـ ـج)      | g̍         | ǧ          | ǧ                | ǧ                | j             | ǧ                 | dsch         | dsch                 | 3          |
| ح                  | ḥ         | ḥ          | ḥ                | ḥ                | ḥ             | ḥ                 | h            | h                    | 8          |
| خ                  | ḫ         | ḫ          | ẖ                | ḫ                | kh            | ẖ                 | ch           | ch                   | 600        |
| د (دـ ـدـ ـد)      | d         | d          | d                | d                | d             | d                 | d            | d                    | 4          |
| ذ                  | ḏ         | ḏ          | ḏ                | ḏ                | dh            | ḏ                 | dh           | dh                   | 700        |
| ر (رـ ـرـ ـر)      | r         | r          | r                | r                | r             | r                 | r            | r                    | 200        |
| ز                  | z         | z          | z                | z                | z             | z                 | s            | z                    | 7          |
| س (سـ ـسـ ـس)      | s         | s          | s                | s                | s             | s                 | s            | s                    | 60         |
| ش                  | š         | š          | š                | š                | sh            | š                 | sch          | sch                  | 300        |
| ص (صـ ـصـ ـص)      | ṣ         | ṣ          | ṣ                | ṣ                | ṣ             | ṣ                 | s            | s                    | 90         |
| ض                  | ḍ         | ḍ          | ḍ                | ḍ                | ḍ             | ḍ                 | d            | d                    | 800        |
| ط (طـ ـطـ ـط)      | ṭ         | ṭ          | ṭ                | ṭ                | ṭ             | ṭ                 | t            | t                    | 9          |
| ظ                  | ẓ         | ẓ          | ẓ                | ẓ                | ẓ             | ẓ                 | s            | z                    | 900        |
| ع (عـ ـعـ ـع)      | ʿ         | ʿ          | ʿ                | ʿ                | ʻ             | ʿ                 | –            | ʿ                    | 70         |
| غ                  | ġ         | ġ          | ḡ                | ġ                | gh            | ġ                 | gh           | gh                   | 1000       |
| ف (فـ ـفـ ـف)      | f         | f          | f                | f                | f             | f                 | f            | f                    | 80         |
| ق                  | q         | q          | q                | q                | q             | q                 | k            | q                    | 100        |
| ك (كـ ـكـ ـك)      | k         | k          | k                | k                | k             | k                 | k            | k                    | 20         |
| ل (لـ ـلـ ـل)      | l 2       | l 2        | l 2              | l 2              | l             | l                 | l 2          | l 2                  | 30         |
| م (مـ ـمـ ـم)      | m         | m          | m                | m                | m             | m                 | m            | m                    | 40         |
| ن (نـ ـنـ ـن)      | n         | n          | n                | n                | n             | n                 | n            | n                    | 50         |
| ه (هـ ـهـ ـه)      | h         | h          | h                | h                | h             | h                 | h            | h                    | 5          |
| و (وـ ـوـ ـو)      | w 1       | w 1        | w 1              | w 1              | w 1           | w 1               | w 1          | w 1                  | 6          |
| ي (يـ ـيـ ـي)      | j 1       | y 1        | y 1              | y 1              | y 1           | y 1               | j 1          | y 1                  | 10         |
| – entfällt         |           |            |                  |                  |               |                   |              |                      |            |

1 entfällt als Hamzaträger (außer ISO 233, 1. Variante); zur Kombination mit Vokalen siehe unten
2 Assimilation des Artikelkonsonanten l an die Sonnenbuchstaben

### Zusatzzeichen
| Arabisches Zeichen           | PI (1908)                                                        | DMG (1935)                                                       | ISO/R 233 (1961)                                                 | DIN 31635 (2011)                                                 | ALA-LC (2012)                                                    | ISO 233-2 (1993)                                                 | ISO 233 (1984) | Duden (1964)              | Wikipedia (2004 ff.)      |
| ---------------------------- | ---------------------------------------------------------------- | ---------------------------------------------------------------- | ---------------------------------------------------------------- | ---------------------------------------------------------------- | ---------------------------------------------------------------- | ---------------------------------------------------------------- | -------------- | ------------------------- | ------------------------- |
| ◌ٔ ء                          | ʾ/–                                                              | ʾ/–                                                              | ʾ/–                                                              | ʾ/–                                                              | ʼ/–                                                              | ʾ/–                                                              | ʹ 1 ˌ 2        | –                         | '/–                       |
| ٱ                            | vokalisch?                                                       | '/–                                                              | Vokal+◌̆                                                          | '/vokalisch                                                      | vokalisch                                                        | vokalisch                                                        | ʾ̄ 3            | vokalisch?                | vokalisch?                |
| ة (ـة)                       | –/t                                                              | –/h/t                                                            | ʰ/ᵗ                                                              | –/h/t                                                            | h/t                                                              | ẗ                                                                | ẗ              | –/t                       | –/t                       |
| ◌ّ                            | Konsonantenverdoppelung; zur Kombination mit Vokalen siehe unten | Konsonantenverdoppelung; zur Kombination mit Vokalen siehe unten | Konsonantenverdoppelung; zur Kombination mit Vokalen siehe unten | Konsonantenverdoppelung; zur Kombination mit Vokalen siehe unten | Konsonantenverdoppelung; zur Kombination mit Vokalen siehe unten | Konsonantenverdoppelung; zur Kombination mit Vokalen siehe unten | ◌̄ 4            | Konsonanten- verdoppelung | Konsonanten- verdoppelung |
| / je nach Kontext – entfällt |                                                                  |                                                                  |                                                                  |                                                                  |                                                                  |                                                                  |                |                           |                           |

1 ISO 233:1984 No. 2 note 1a (هَمْزَة ham°zaẗ mit Träger): ISO 5426:1983 Zeichen 2/8 bzw. Unicode 02B9 modifier letter prime;
Alternative: ˈ 02C8 modifier letter vertical line; untergesetztes Hamza (ٕ  0655/إ 0625) wird offenbar nicht unterschieden
2 ISO 233:1984 No. 2 note 1b (هَمْزَة ham°zaẗ ohne Träger): ISO 5426:1983 Zeichen 5/10 bzw. Unicode 0329 combining vertical line below;
Alternative: ˌ 02CC modifier letter low vertical line
3 ISO 233:1984 No. 35 (هَمْزَةُ ٱلْوَصْلِ ham°zaẗu ʾ̄ l°waṣ°li): ISO 5426:1983 Zeichen 3/1 + 4/5 bzw. Unicode 02BE modifier letter right half ring + 0304 combining macron;
Alternative: ʾ̵  02BE & 0335 combining short stroke overlay
4 ISO 233:1984 No. 34 (شَدَّة šad̄aẗ): ISO 5426:1983 Zeichen 4/5 bzw. Unicode 0304 combining macron

### Vokale
| Arabisches Zeichen                         | PI (1908) | DMG (1935)            | ISO/R 233 (1961) | DIN 31635 (2011) | ALA-LC (2012) | ISO 233-2 (1993) | ISO 233 (1984) | Duden (1964) | Wikipedia (2004 ff.) |
| ------------------------------------------ | --------- | --------------------- | ---------------- | ---------------- | ------------- | ---------------- | -------------- | ------------ | -------------------- |
| ◌َ                                          | a         | a/(ᵃ)                 | a/(ᵃ)            | a                | a             | a                | a              | a            | a                    |
| َا ◌ٰ                                        | ā         | ā                     | ā                | ā                | ā             | ā â              | aʾ ā           | a            | ā                    |
| َى ىٰ                                        | ā         | ā (ạ̄/ǟ)               | ā (à)            | ā                | á             | á                | aỳ āỳ          | a            | ā                    |
| آ                                          | ā/ʾā      | ā/ʾā                  | ā/ʾā             | ā/ʾā             | ā/ʼā          | ā/ʾā             | ʾâ             | a            | ā/'ā                 |
| ◌ُ                                          | u         | u/(ᵘ)                 | u/(ᵘ)            | u                | u             | u                | u              | u            | u                    |
| ُو 1                                        | ū/uw      | ū/uw                  | ū/uw             | ū/uw             | ū/uw          | ū                | uw             | u/uw         | ū/uw                 |
| ُوّ                                          | uww       | ūw (uww)              | uww/(ū)          | ūw (uww)         | ūw            | uww              | uw̄             | uww          | ūw (uww)             |
| ◌ِ                                          | i         | i/(ⁱ/ü)               | i/(ⁱ)            | i                | i             | i                | i              | i            | i                    |
| ِي 1                                        | ī/iy      | ī/iy                  | ī/iy             | ī/iy             | ī/iy          | ī                | iy             | i/iy         | ī/iy                 |
| ِيّ                                          | ijj       | īy/ī (iyy)            | iyy/(ī)          | īy/ī (iyy)       | īy/ī          | iyy              | iȳ             | ijj          | īy/ī (iyy)           |
| َو 1                                        | au        | au                    | aw               | au               | aw            | aw               | aw             | au           | au (aw)              |
| َوّ                                          | auw?      | auw (aww)             | aww              | auw (aww)        | aww           | aww              | aw̄             | auw          | auw (aww)            |
| َي 1                                        | ai        | ai                    | ay               | ai               | ay            | ay               | ay             | ai           | ai (ay)              |
| َيّ                                          | aij?      | aiy (ayy)             | ayy              | aiy (ayy)        | ayy           | ayy              | aȳ             | aij          | aiy (ayy)            |
| ◌ً ـًا ًى                                     | –         | (an/ᵃⁿ/aⁿ)/ ā (ạn/ạⁿ) | (ᵃⁿ/aⁿ) (àⁿ)     | an               | –/an          | ā á              | á áʾ áỳ        | –            | –                    |
| ◌ٌ                                          | –         | (un/ᵘⁿ)               | (ᵘⁿ)             | –                | –/un          | –                | ú              | –            | –                    |
| ◌ٍ                                          | –         | (in/ⁱⁿ/iⁿ)            | (ⁱⁿ/iⁿ)          | –                | –/in          | –                | í              | –            | –                    |
| ◌ْ                                          | –         | –                     | –                | –                | –             | –                | °              | –            | –                    |
| / je nach Kontext () fakultativ – entfällt |           |                       |                  |                  |               |                  |                |              |                      |

1 als Langvokal bzw. Diphthong; dagegen stets konsonantisch, wenn ein Vokal folgt (z. B. هُوَ حَيِيَ huwa ḥayiya)

### Details
|                                        | ISO 233:1984 1. Variante                        | DMG:1935 1./2. Variante                                      | ISO/R 233:1961 Variante mit Iʿrāb | DIN 31635:2011                                         | ISO 233-2:1993                                | ALA-LC:2012                                   | DMG:1935 4. Variante                |
| -------------------------------------- | ----------------------------------------------- | ------------------------------------------------------------ | --------------------------------- | ------------------------------------------------------ | --------------------------------------------- | --------------------------------------------- | ----------------------------------- |
| Vokalisation                           | vorlagegemäß                                    | vollständig (mit Endungen)                                   | vollständig (mit Endungen)        | ohne Endungen bei Substantiven und Adjektiven          | ohne Endungen bei Substantiven und Adjektiven | ohne Endungen bei Substantiven und Adjektiven | ohne Endungen                       |
| Tā' marbūta ـَةُ الـ...ـَةِ                | ~aẗu ~aẗi / ~ẗ ~ẗ                               | ~atu ~ati / ~atⁱ                                             | ~aᵗᵘ ~aᵗⁱ                         | ~at ~a                                                 | ~aẗ ~aẗ                                       | ~at ~ah                                       | ~at ~ah                             |
| Nisba maskulin ـِيٌّ                      | ~iȳú / ~y                                       | ~īyun / ~īyᵘⁿ                                                | ~iyyᵘⁿ                            | ~ī                                                     | ~iyy oder ~īy                                 | ~ī                                            | ~ī (aber: nabīy)                    |
| Nunation ~an ـًا (مَعْنًى)                 | ~áʾ / ~ʾ (maʿ°náỳ / mʿnỳ)                       | ~an / ~ᵃⁿ (maʿnạⁿ)                                           | ~ᵃⁿ (maʿnàⁿ)                      | ~an (maʿnan)                                           | ~ā (maʿná)                                    | – (ma‘nan)                                    | ~ā (maʿnạ̄)                          |
| Assimilation اَلشّـ                      | nein: ʾalš̄~ / ʾlš~                              | ja: aš-š~ (auch: ـٌ وَّـ ~uw wa~)                               | ja: aš-š~                         | ja: aš-š~                                              | nein: al-š~                                   | nein: al-sh~                                  | ja: aš-š~                           |
| Wasla ـ ٱ (مِنَ ٱلْـ)                     | als Zeichen: ʾ̵ ~ ʾ̵~ / ~ ʾ~ (mina ʾ̵l°~ / mn ʾl~) | Apostroph: ~ '~ (mina 'l-)                                   | Breve: ~ ă/ĭ/ŭ~ (mina ăl-)        | Artikel Apostroph: ~ '~ (aber: min al-); sonst: ~ i/u~ | nein: ~ a/i/u~ (min al-)                      | nein: ~ a/i/u~ (min al-)                      | Apostroph: ~ '~ (aber: min al-)     |
| Präfix-Bindestrich وَٱلْـ                | ohne: waʾ̵l°~ / wʾl~                             | einfach, absorbiert Apostroph: wal-                          | mehrfach: wa-ăl-                  | mehrfach: wa-'l-                                       | mehrfach: wa-al-                              | mehrfach: wa-al-                              | einfach, absorbiert Apostroph: wal- |
| besondere Vokalquantität بَيتُهُ فِي ٱلْبَيت | nein: baytuhu / byth fiy ʾ̵l°bayt / fy ʾlbyt     | ja, aber nicht wortübergreifend: baituhū fī 'l-baiti / baitⁱ | nein: baytuhu fī ăl-baytⁱ         | nur beim Artikel: baituhu fi 'l-bait                   | nein: baytuhu fī al-bayt                      | nein: baytuhu / baytuh fī al-bayt             | nein: baituh fī 'l-bait             |

### Textbeispiele
Als Textbeispiele sind hier angeführt
- der Beginn von Sure 12 des Korans

| System                 | Original/Umschrift/Übersetzung                                                                              |
| ---------------------- | --- |
| arabisch               | بِسْمِ ٱللَّهِ ٱلرَّحْمَـٰنِ ٱلرَّحِيمِ ۝١ الٓر ۚ تِلْكَ ءَايَـٰتُ ٱلْكِتَـٰبِ ٱلْمُبِينِ                                                      |
| ISO 233                | bis°mi ʾ̵ ll̄ahi ʾ̵ lr̄aḥ°māni ʾ̵ lr̄aḥiymi ʾlr (ǧ) til°ka ˌaʾyaـātu ʾ̵l°kitaـābi ʾ̵l°mubiyni (1)                   |
| DMG[10]                | Bi-smi 'l-lāhi 'r-raḥmāni 'r-raḥīmⁱ A[lif]-l[ām]-r[āʾ]. Tilka āyātu 'l-kitābi 'l-mubīnⁱ (1)                 |
| ISO/R 233 mit I'rāb    | Bi-smⁱ ăl-lahⁱ ăr-raḥmānⁱ ăr-raḥīmⁱ A[lif]-l[ām]-r[āʾ]. Tilka āyātᵘ ăl-kitābⁱ ăl-mubīnⁱ (1)                 |
| DIN 31635              | Bi-sm Allāh ar-raḥmān ar-raḥīm A[lif]-l[ām]-r[āʾ]. Tilka āyāt al-kitāb al-mubīn (1)                         |
| ALA-LC                 | Bismillāh al-raḥmān al-raḥīm A[lif]-l[ām]-r[āʼ]. Tilka āyāt al-kitāb al-mubīn (1)                           |
| deutsch nach Paret[11] | Im Namen des barmherzigen und gnädigen Gottes. 1 'lr. Dies sind die Verse (Zeichen) der deutlichen Schrift. |
- der Anfang der Muʿallaqāt des Imru' al-Qais

| System                 | Original/Umschrift/Übersetzung                                                                      |
| ---------------------- | --------------------------------------------------------------------------------------------------- |
| arabisch ·             | قِفَا نَبْكِ مِنْ ذِكْرَىْ حَبِيبٍ وَمَنْزِلِ بِسِقْطِ اللِّوَى بَينَ الدَخُولِ فَحَومَلِ                                              |
| ISO 233                | qifaʾ nab°ki min° ḏik°raỳ° ḥabiybí waman°zili bisiq°ṭi ʾll̄iwaỳ bayna ʾldaẖuwli faḥawmali            |
| DMG[12]                | Qifā nabki min ḏikrạ̄ ḥabībiw wa-manzili Bi-siqṭi 'l-liwạ̄ baina 'd-Daḫūli fa-Ḥaumali                 |
| ISO/R 233 mit I'rāb    | Qifā nabki min ḏikrà ḥabībⁱⁿ wa-manzilⁱ Bi-siqṭⁱ ăl-liwà bayna ăd-Daẖūlⁱ fa-Ḥawmalⁱ                 |
| DIN 31635              | Qifā nabki min ḏikrā ḥabīb wa-manzil Bi-siqṭ al-liwā baina 'd-Daḫūl fa-Ḥaumal                       |
| ALA-LC Versform        | Qifā nabki min dhikrā ḥabībin wa-manzili Bi-siqṭi al-liwā bayna al-Dakhūli fa-Ḥawmali               |
| deutsch nach Wolff[13] | O steht doch, laßt der Theuren uns bringen Thränenzoll Sowie dem Sandabhange bei Chaumal und Dachol |

## Persische Sprache
Das Alphabet der persischen Sprache besteht aus 32 Buchstaben (Konsonantenschrift). Gegenüber dem Arabischen kommen die vier Buchstaben Pe پ, Tsche چ, Že ژ sowie Gaf گ hinzu, und für Kāf ک 06A9 und Yā' ی 06CC werden abweichende Unicodepunkte verwendet.

### Konsonanten
| Arabisches Zeichen                         | PI (1908) | DMG (1935) | DIN 31635 (2011) | ALA-LC (2012) | ISO 233-3 (2023) strict | Duden (1964) | Wikipedia (2004 ff.) |
| ------------------------------------------ | --------- | ---------- | ---------------- | ------------- | ----------------------- | ------------ | -------------------- |
| ا (اـ ـاـ ـا)                              | –         | –          | –                | –             | ā                       | –            | –                    |
| ب (بـ ـبـ ـب)                              | b         | b          | b                | b             | b                       | b            | b                    |
| پ                                          | p         | p          | p                | p             | p                       | p            | p                    |
| ت                                          | t         | t          | t                | t             | t                       | t            | t                    |
| ث                                          | ṯ         | s̱          | ṯ                | s̲             | s̱                       | s            | s                    |
| ج (جـ ـجـ ـج)                              | g̍         | ǧ          | ǧ                | j             | j                       | dsch         | dsch                 |
| چ                                          | č         | č          | č                | ch            | č                       | tsch         | tsch                 |
| ح                                          | ḥ         | ḥ          | ḥ                | ḥ             | ḥ                       | h            | h                    |
| خ                                          | ḫ         | ḫ          | ḫ                | kh            | x                       | ch           | ch                   |
| د (دـ ـدـ ـد)                              | d         | d (ḏ)      | d                | d             | d                       | d            | d                    |
| ذ                                          | ḏ         | ẕ/ḏ        | ḏ                | z̲             | ẕ                       | s            | z                    |
| ر (رـ ـرـ ـر)                              | r         | r          | r                | r             | r                       | r            | r                    |
| ز                                          | z         | z          | z                | z             | z                       | s            | z                    |
| ژ                                          | ž         | ž          | ž                | zh            | ž                       | sch          | ž                    |
| س (سـ ـسـ ـس)                              | s         | s          | s                | s             | s                       | s            | s                    |
| ش                                          | š         | š          | š                | sh            | š                       | sch          | sch                  |
| ص (صـ ـصـ ـص)                              | ṣ         | s (ṣ)      | ṣ                | ṣ             | ṣ                       | s            | s                    |
| ض                                          | ḍ         | ż/ḍ        | ḍ                | z̤             | z̤                       | d            | z                    |
| ط (طـ ـطـ ـط)                              | ṭ         | t (ṭ)      | ṭ                | ṭ             | ṭ                       | t            | t                    |
| ظ                                          | ẓ         | ẓ          | ẓ                | ẓ             | ẓ                       | s            | z                    |
| ع (عـ ـعـ ـع)                              | ʿ         | ʿ          | ʿ                | ʻ             | ʻ                       | –            | ʿ                    |
| غ                                          | ġ         | ġ          | ġ                | gh            | ġ                       | gh           | gh                   |
| ف (فـ ـفـ ـف)                              | f         | f          | f                | f             | f                       | f            | f                    |
| ق                                          | q         | q          | q                | q             | q                       | gh           | gh q                 |
| ک (كـ ـكـ ـك)                              | k         | k          | k                | k             | k                       | k            | k                    |
| گ                                          | g         | g          | g                | g             | g                       | g            | g                    |
| ل (لـ ـلـ ـل)                              | l         | l          | l                | l             | l                       | l            | l                    |
| م (مـ ـمـ ـم)                              | m         | m          | m                | m             | m                       | m            | m                    |
| ن (نـ ـنـ ـن)                              | n         | n          | n                | n             | n                       | n            | n                    |
| و (وـ ـوـ ـو)                              | w         | v/ᵛ/ᵥ      | w                | v             | v                       | w/–          | w/–                  |
| ه (هـ ـهـ ـه)                              | h/–       | h/–        | h/–              | h             | h/–                     | h/–          |                      |
| ی (یـ ـیـ ـی)                              | j         | y          | y                | y             | y                       | j            | y                    |
| / je nach Kontext () fakultativ – entfällt |           |            |                  |               |                         |              |                      |

### Zusatzzeichen
| Arabisches Zeichen                         | PI (1908)                                                        | DMG (1935)                                                       | DIN 31635 (2011)                                                 | ALA-LC (2012)                                                    | ISO 233-3 (2023) strict                                          | Duden (1964)                                                     | Wikipedia (2004 ff.)                                             |
| ------------------------------------------ | ---------------------------------------------------------------- | ---------------------------------------------------------------- | ---------------------------------------------------------------- | ---------------------------------------------------------------- | ---------------------------------------------------------------- | ---------------------------------------------------------------- | ---------------------------------------------------------------- |
| Hamza                                      | –/ʾ                                                              | –/ʾ                                                              | –/ʾ                                                              | –/ʼ/ʼi                                                           | ʼ                                                                | –                                                                | –/'                                                              |
| Ezafe                                      | ?                                                                | -e/-ye -i/-ī                                                     | -i                                                               | ◌ِ -i ی -yi ◌ٴ -ʼi                                                | ◌ِ i ی y ◌ٴ ʼ                                                     | e                                                                | -e -i/-yi                                                        |
| ZWNJ                                       | ?                                                                | (-)                                                              | (-)                                                              | ʹ                                                                | ?                                                                | ?                                                                | ?                                                                |
| Schadda                                    | Konsonantenverdoppelung; zur Kombination mit Vokalen siehe unten | Konsonantenverdoppelung; zur Kombination mit Vokalen siehe unten | Konsonantenverdoppelung; zur Kombination mit Vokalen siehe unten | Konsonantenverdoppelung; zur Kombination mit Vokalen siehe unten | Konsonantenverdoppelung; zur Kombination mit Vokalen siehe unten | Konsonantenverdoppelung; zur Kombination mit Vokalen siehe unten | Konsonantenverdoppelung; zur Kombination mit Vokalen siehe unten |
| / je nach Kontext () fakultativ – entfällt |                                                                  |                                                                  |                                                                  |                                                                  |                                                                  |                                                                  |                                                                  |

### Vokale
| Arabisches Zeichen                         | PI (1908) | DMG (1935)     | DIN 31635 (2011) | ALA-LC (2012) | ISO 233-3 (2023) strict | Duden (1964) | Wikipedia (2004 ff.) |
| ------------------------------------------ | --------- | -------------- | ---------------- | ------------- | ----------------------- | ------------ | -------------------- |
| ◌َ                                          | a         | a/ä a          | a                | a             | a                       | a            | a                    |
| َا ◌ٰ                                        | ā         | ā              | ā                | ā             | aā? ā?                  | a            | ā                    |
| یٰ                                          | ā         | ā (ạ̄)          | ā                | á             | āy?                     | a            | ā                    |
| آ                                          | ā/ʾā      | ā/ʾā           | ā/ʾā             | ā/ʼā          | â                       | a            | ā/'ā                 |
| ◌ُ                                          | u         | u/o u          | u                | u             | o                       | o            | u/o u                |
| ُو                                          | ū/uw      | ū/uv/ov ū/ō/uv | ū/uw             | ū/uv          | ov                      | u/ow         | u/uw/ow ū/uw         |
| ُوّ                                          | uww       | uvv            | uww [8.2 5]      | ūv            | ovʺ                     | uww          | uww                  |
| ◌ِ                                          | i         | i/e i          | i                | i             | e                       | e            | i/e i                |
| ِى                                          | ī/iy      | ī/iy/ey ī/ē/iy | ī/iy             | ī/iy          | ey                      | i/ej         | i/iy ī/iy            |
| ِیّ                                          | ijj       | iyy            | īy/ī [8.2 6]     | īy            | eyʺ                     | ijj          | iyy                  |
| َو                                          | au        | ou au          | au               | aw [2c]       | av                      | au           | ou au                |
| َوّ                                          | aww?auw   | aww            | aww [8.2 5]      | avv [2c]      | ʺv                      | auw          | aww                  |
| َی                                          | ai        | äi ai          | ai               | ay            | ay                      | ai           | ey ay                |
| َیّ                                          | ajj?aij   | ayy            | aiy [8.2 6]      | ayy           | ʺy                      | aij          | ayy                  |
| ◌ً ـاً                                       | –         | (an/ᵃⁿ/aⁿ)/ ā  | an               | –/an          | ã āã                    | –            | –                    |
| ◌ٌ                                          | –         | (un/ᵘⁿ)        | –                | –/un          | õ                       | –            | –                    |
| ◌ٍ                                          | –         | (in/ⁱⁿ/iⁿ)     | –                | –/in          | ẽ                       | –            | –                    |
| / je nach Kontext () fakultativ – entfällt |           |                |                  |               |                         |              |                      |

### Textbeispiel
- Aus تاریخ عالم‌آرای عباسی Tārīch-i ʿālam'ārā-yi ʿabbāsī (Geschichte der Safawiden-Dynastie bis zu Abbas I.) von Eskandar Monšī

| System                   | Original/Umschrift/Übersetzung |
| ------------------------ | --- |
| persisch                 | سابقاً سمت گذارش یافت که در شبی که واقعهٔ هایلهٔ شاه جنت‌مکان روی نمود سلطان حیدر میرزا که مدعی سلطنت و ولی‌عهدی بود [...] در دولتخانه توقف نموده بود                                                             |
| ISO 233-3 strict         | sābqāã smt gẕārš yāft kh dr šby kh vāqʻhʼ hāylhʼ šāh jntmkān rvy nmvd slṭān ḥydr myrzā kh mdʻy slṭnt v vlyʻhdy bvd [...] dr dvltxānh tvqf nmvdh bvd                                                          |
| DMG[14]                  | Sābeqan sämt-e goẕāreš yāft ke dar šäbī ke vāqeʿä-ye hāyelä-ye šāh-e ǧännät-makān rūy nämūd solṭān Ḥäidar Mīrzā ke moddaʿī-ye salṭanat vä välī-ʿahdī būd [...] dar doulätḫānä tavaqquf nämūdä būd.           |
| DIN 31635                | Sābiqan samt-i guḏāriš yāft ki dar šabī ki vāqiʿa-i hāyila-i šāh-i ǧannat-makān rūy namūd sulṭān Ḥaidar Mīrzā ki muddaʿī-i salṭanat wa walī-ʿahdī būd [...] dar daulatḫāna tavaqquf namūda būd.              |
| ALA-LC                   | Sābiqan samt-i guz̲ārish yāft kih dar shabī kih vāqiʻah-ʼi hāyilah-ʼi shāh-i jannatʹmakān rūy namūd sulṭān Ḥaydar Mīrzā kih muddaʿī-i salṭanat va valīʹʻahdī būd [...] dar dawlatkhānah tavaqquf namūdah būd. |
| englisch nach Savory[15] | As I have previously stated, on the night of Shah Tahmasp's death Sultan Ḥeydar Mīrzā, who was the heir-apparent and the aspirant to the throne, remained in the palace [...].                               |

## Urdu
Das Urdu-Alphabet besteht aus 37 Konsonantenzeichen. Gegenüber dem Arabischen werden für Kāf ک 06A9 und Yā' (Yē) ی 06CC, gegenüber dem Arabischen und dem Persischen für Hā' ہ 06C1 (Tschōtī Hē) abweichende Unicodepunkte verwendet.
Dō-tschaschmī Hē ھ 06BE tritt nur in Kombination mit bestimmten anderen Konsonanten auf und kennzeichnet deren Aspiration (بھ usw.). Außerdem kommen gegenüber dem Persischen die Konsonanten Tte ٹ, Ddāl ڈ, Ar ڑ und Nun-e ghunna ں hinzu.
Bei den Vokalen gibt es zusätzlich am Wortende Barī Yē ے.
Urdu erscheint meist im Schriftstil Nastaʿlīq.

### Konsonanten
| ا (اـ ـاـ ـا)                | –   | –   | –  | –  |
| ب (بـ ـبـ ـب)                | b   | b   | b  | b  |
| بھ                           | bh  | bh  | bh | bh |
| پ                            | p   | p   | p  | p  |
| پھ                           | ph  | ph  | ph | ph |
| ت                            | t   | t   | t  | t  |
| تھ                           | th  | th  | th | th |
| ٹ                            | t͘   | t͘   | ṭ  | ṭ  |
| ٹھ                           | t͘h  | t͘h  | ṭh | ṭh |
| ث                            | ṯ   | s̱   | s̱  | s̲  |
| ج (جـ ـجـ ـج)                | g̍   | ǧ   | j  | j  |
| جھ                           | g̍h  | ǧh  | jh | jh |
| چ                            | č   | č   | c  | c  |
| چھ                           | čh  | čh  | ch | ch |
| ح                            | ḥ   | ḥ   | ḥ  | ḥ  |
| خ                            | ḫ   | ḫ   | ẖ  | k̲h̲ |
| د (دـ ـدـ ـد)                | d   | d   | d  | d  |
| دھ                           | dh  | dh  | dh | dh |
| ڈ                            | d͘   | d͘   | ḍ  | ḍ  |
| ڈھ                           | d͘h  | d͘h  | ḍh | ḍh |
| ذ                            | ḏ   | ẕ   | ẕ  | z̲  |
| ر (رـ ـرـ ـر)                | r   | r   | r  | r  |
| ڑ                            | ṙ   | ṙ   | ṛ  | ṛ  |
| ڑھ                           | ṙh  | ṙh  | ṛh | ṛh |
| ز                            | z   | z   | z  | z  |
| ژ                            | ž   | ž   | ž  | zh |
| س (سـ ـسـ ـس)                | s   | s   | s  | s  |
| ش                            | š   | š   | š  | sh |
| ص (صـ ـصـ ـص)                | ṣ   | ṣ   | ṣ  | ṣ  |
| ض                            | ḍ   | ż   | z̤  | ẓ  |
| ط (طـ ـطـ ـط)                | ṭ   | ṭ   | t̤  | t̤  |
| ظ                            | ẓ   | ẓ   | ẓ  | z̤  |
| ع (عـ ـعـ ـع)                | ʿ   | ʿ   | ʿ  | ʻ  |
| غ                            | ġ   | ġ   | ġ  | g̲h̲ |
| ف (فـ ـفـ ـف)                | f   | f   | f  | f  |
| ق                            | q   | q   | q  | q  |
| ک (كـ ـكـ ـك)                | k   | k   | k  | k  |
| کھ                           | kh  | kh  | kh | kh |
| گ                            | g   | g   | g  | g  |
| گھ                           | gh  | gh  | gh | gh |
| ل (لـ ـلـ ـل)                | l   | l   | l  | l  |
| م (مـ ـمـ ـم)                | m   | m   | m  | m  |
| ن (نـ ـنـ ـن)                | n   | n   | n  | n  |
| ں                            | ~   | ṇ   | ṉ  | n̲  |
| و (وـ ـوـ ـو)                | w   | w   | v  | v  |
| ہ (ہـ ـہـ ـہ)                | h/– | h/– | h  | h  |
| ی (یـ ـیـ ـی)                | j   | y   | y  | y  |
| / je nach Kontext – entfällt |     |     |    |    |

### Zusatzzeichen
| Hamza                        | –/ʾ                     | –/ʾ                     | –/ʾ                     | –/ʼ                     |
| Ezafe                        | ?                       | -e/-ye -i/-ī            | -i                      | -i/-yi                  |
| Schadda                      | Konsonantenverdoppelung | Konsonantenverdoppelung | Konsonantenverdoppelung | Konsonantenverdoppelung |
| / je nach Kontext – entfällt |                         |                         |                         |                         |

### Vokale
| Arabisches Zeichen | PI (1908) | DMG (1935) | DIN 31635 (2011) | ALA-LC (2013) |
| ------------------ | --------- | ---------- | ---------------- | ------------- |
| ◌َ, ◌ُ, ◌ِ            | a, u, i   | a, u, i    | a, u, i          | a, u, i       |
| ا                  | ā         | ā          | ā                | ā             |
| آ                  | ā/ʾā      | ā/ʾā       | ā/ʾā             | ā/ʼā          |
| یٰ                  | ā         | ā          | ā                | á             |
| و                  | ū, ō, au  | ū, o, au   | ū, o, au         | ū, o, au      |
| ی                  | ī, ē, ai  | ī, e, ai   | ī, e, ai         | ī, e, ai      |
| ے                  | ē, ai     | e, ai      | e, ai            | e, ai         |

### Textbeispiel
- Anfang von باغ و بہار Bagh-o bahār (‚Garten und Frühling‘), Mir Ammans Urdu-Übersetzung von Amir Chusraus Geschichte der vier Derwische aus dem Persischen. Der Titel ist zugleich ein Chronogramm für das Entstehungsjahr 1217 AH (= 2 + 1 + 1000 + 6 + 2 + 5 + 1 + 200; 1802/03 n. Chr.).

| System                     | Original/Umschrift/Übersetzung                                                        |
| -------------------------- | ------------------------------------------------------------------------------------- |
| Urdu (Calcutta 1904)       | اب آغاز قصّے کا کرتا ہوں ذرا کان دھر کر سنو اور منصفی کرو۔                             |
| DMG[16]                    | Āb āġāz qiṣṣē kā kartā hūṇ ẕarā kān dhar kar sunō aur munṣifī karō.                   |
| DIN 31635                  | Āb āġāz qiṣṣe kā kartā hūṉ ẕarā kān dhar kar suno aur munṣifī karo.                   |
| ALA-LC                     | Āb āg̲h̲āz qiṣṣe kā kartā hūn̲ z̲arā kān dhar kar suno aur munṣifī karo.                  |
| englisch nach Eastwick[17] | I now commence the story, give ear a little, listen and bestow an impartial judgment. |